# Luiz Carlos Gomes dos Santos Júnior
Luiz Carlos Gomes dos Santos Júnior (Amapá, 16 de agosto de 1979) ou simplesmente Luiz Carlos, é um politico e advogado brasileiro. Atualmente é um Deputado federal pelo Amapá, filiado ao PSDB.
Elegeu-se nas eleições em 2018 ao cargo de Deputado federal pelo Amapá, tendo alcançado o total de 14.069 votos (3,86% dos votos validos).